# 메리 오브 스코틀랜드
메리 오브 스코틀랜드(Mary Of Scotland)는 미국에서 제작된 존 포드 감독의 1936년 드라마 영화이다. 캐서린 헵번 등이 주연으로 출연하였고 팬드로 S. 버먼 등이 제작에 참여하였다.

## 출연

### 주연
- 캐서린 헵번
- 프레드릭 마치

### 조연
- 플로렌스 엘드리지
- 더글러스 월턴
- 존 캐러딘
- 로버트 바랫
- 개빈 뮈어
- 이안 케이스

## 제작진
- 원작자: 맥스웰 앤더슨
- 의상: 월터 플렁킷